# 王宇田
王宇田（1956年3月—2016年4月17日），男，汉族，山东莘县人，中华人民共和国政治人物。，四川医学院医学系医疗专业。第十一届、十二届全国政协常委，九三学社十二届、十三届中央委员会常委。

## 生平
1975年7月参加工作，在四川省峨眉山市双福知青农场当知青。1978年10月至1983年7月在四川医学院医学系医疗专业学习。1983年7月至1989年6月任四川医学院(华西医科大学)附属医院神经外科住院医生、主治医师、助教、讲师。
1989年6月至1994年10月任海南省人民医院主治医师。1993年3月加入九三学社。1994年10月至1997年5月任海南省人民医院神经外科副主任、副主任医师，科主任（其间：1996年10月至1997年2月在奥地利维也纳大学神经外科学院作高级访问学者）。1996年6月加入中国共产党。1997年5月至2004年9月任海南省人民医院副院长，主任医师，教授，硕士生导师（其间：1998年9月至2000年7月在南京大学领导干部行政管理专业研究生课程班学习）。2004年9月至2007年8月任海南省人民医院院长（副厅级）。2007年8月其任九三学社海南省委会主委，海南省人民医院院长（2009年11月晋升为正厅级）。2010年1月起任海南省政协副主席。2010年8月不再担任海南省人民医院院长。
2016年4月17日16时36分在海口逝世。